# SM U-13
El SM U-13, SM per Seiner Majestät (en català La seva Majestat) i U per Unterseeboot (en català submarí), i tot junt es podria traduir com a Submarí de sa Majestat.
Aquest submarí era un dels 329 submarins que van servir en la Marina Imperial Alemanya durant la Primera Guerra Mundial i van participar en la Primera Batalla de l'Atlàntic.
El submarí va deixar el port de Heligoland en el 6 d'agost de 1914, i no es va tornar a saber res del submarí ni de la seva tripulació. Pots ser que hagués sigut abatuda en el camp de mines alemany de Heligoland, o que hagués patit un accident o un error mecànic.